# Oxypetalum arnottianum
Oxypetalum arnottianum är en oleanderväxtart som beskrevs av Buek och Fourn.. Oxypetalum arnottianum ingår i släktet Oxypetalum och familjen oleanderväxter. Inga underarter finns listade i Catalogue of Life.